# RBBP5
La proteína 5 de unión al retinoblastoma (RBBP5) es una proteína codificada en humanos por el gen RBBP5.
RBBP5 es una proteína nuclear expresada ubicuamente y perteneciente a una subfamilia altamente conservada de proteínas con repeticiones WD. Se puede encontrar en diversas proteínas que se unen directamente a la proteína del retinoblastoma, que regula la proliferación celular. Esta proteína interacciona preferentemente con la proteína Rb hipo-fosforilada por medio del bolsillo B de unión a E1A.

## Interacciones
La proteína RBBP5 ha demostrado ser capaz de interaccionar con:
- NCOA6[3]
- MLL3[3]
- ASCL2[3]
- MLL[4]